# Kraftwerk 2
Kraftwerk 2 este albumul semnat Kraftwerk din 1972.
Albumul a fost scris și înregistrat în întregime la sfârșitul anului 1971, lansat în ianuarie 1972, cu sesiunile produse de Konrad Plank.
Pentru album, s-au folosit sintetizatoare (în mică parte), însă instrumentele principale folosite au fost chitara electrică, chitara bas, flautul și vioara.
Melodia de început, "Kling-Klang", a devenit și numele studioului personal al trupei, amenajat chiar de Ralf și Florian.
Designul copertei este asemănător cu cel al albumului anterior, doar ca verdele fuosforescent este culoarea de pe con, și s-a adăugat numărul "2".
În Marea Britanie albumul a fost lansat împreună cu albumul Kraftwerk din 1970, sub forma unui pachet în martie 1973.
Nicio melodie de pe album nu a fost performată pe scena începând cu turneele din 1974 și nici nu a fost o lansare pe CD a acestui album (lucruri valabile și pentru albumul "Kraftwerk"), Schneider afirmând că albumele de la începuturile trupei sunt doar "arheologii".

## Listă melodii
1. Kling-Klang / Sunet de alarmă - 17:36
2. Atem / Respirație - 02:57
3. Strom / Curent electric - 03:52
4. Spule 4 - 05:20
5. Wellenlange / Lungimea valului - 09:40
6. Harmonika / Muzicuță (instrument) - 03:17